# Milica Kostić-Stanković
Prof. dr Milica Kostić-Stanković (Knjaževac, 9. februar 1971) redovni je profesor, šef Katedre za marketing menadžment i odnose s javnošću Fakulteta organizacionih nauka Univerziteta u Beogradu. Profesionalno se bavi marketing inženjeringom i teorijom komunikacija. U struci upravljanja marketingom, strateških komunikacija, korporativnih komunikacija i odnosa s javnošću, aktivna je angažovanjem na projektima od strane kompanija, institucija javne uprave i javnog sektora, kao i od lokalnih samouprava.
Živi u Beogradu i majka je četvoro dece.

## Akademsko obrazovanje
Osnovne studije je završila na Fakultetu organizacionih nauka u Beogradu i diplomirala 1994. godine diplomskim radom Odnosi s javnošću u funkciji komunikacijske i promotivne aktivnosti organizacije. Na istom fakultetu je 1998. godine završila magistarske studije tezom Promotivna strategija i upravljanje poslovnom komunikacijom i doktorirala 2003. godine doktorskom disertacijom Integracija komunikacijskih aktivnosti marketinga i odnosa s javnošću.

## Akademsko nastavno angažovanje
Univerzitet u Beogradu, Fakultet organizacionih nauka
- 2013— danas Redovni profesor za užu naučnu oblast Marketing, odnosi s javnošću i multimedijalne komunikacije,
- 2008—2013. Vanredni profesor za užu naučnu oblast Marketing, odnosi s javnošću i multimedijalne komunikacije,
- 2003—2008. Docent za užu naučnu oblast Marketing, odnosi s javnošću i multimedijalne komunikacije,
- 1998—2003. Asistent na predmetima Marketing, Strateški marketing i Odnosi s javnošću,
- 1997—1998. Asistent pripravnik na predmetima Marketing, Strateški marketing i Odnosi s javnošću,
- 1995—1997. Stručni saradnik na predmetima Marketing, Strateški marketing i Odnosi s javnošću,

Univerzitet u Beogradu, Medicinski fakulteti, Fakultet organizacionih nauka
- 2015— danas Master studije, studijski program Menadžment u zdravstvu, predmet Marketing i komunikacije u zdravstvenoj zaštiti

Univerzitet u Beogradu, Građevinski fakultet
- 2009—2015. Master studije, studijski program Upravljanje nepokretnostima, predmet Komunikacija i pregovaranje

Univerzitet u Beogradu, Ekonomski fakultet
- 2007—2009. Magistarske studije, predmet Upravljanje odnosima s javnošću

Univerzitet odbrane u Beogradu, Visoke studije bezbednosti i odbrane
- 2019—danas Teme: Strateške komunikacije, Medijske komunikacije

Univerzitet u Banjaluci, Fakultet političkih nauka
- 2018—danas Doktorske studije, predmet Teorija i modeli odnosa s javnošću
- 2013—danas Master studije, predmeti: Komuniciranje sa javnostima, Poslovna komunikacija

Sveučilište u Mostaru, Filozofski fakultet
- 2018 - Master studije, predmeti: Korporativni identitet; Oglašavanje i odnosi s javnošću[3]

## Učešće u radu poslovodnih i stručnih tela i razvoju delatnosti visokog obrazovanja
Univerzitet u Beogradu, Fakultet organizacionih nauka
- Rukovodilac studijskog programa Menadžment, doktorske studije
- Predsednik Komisije studijskih programa Menadžment, Menadžment i organizacija, Menadžment u javnom sektoru i Upravljanje poslovanjem
- Izdavački odbor
- Savet, član u dva mandata
- Rukovodilac Centra za odnose s javnošću Fakulteta organizacionih nauka Univerziteta u Beogradu

Univerzitet u Beogradu
- Savet Mašinskog fakulteta Univerziteta u Beogradu
- Veće naučnih oblasti pravno-ekonomskih nauka Univerziteta u Beogradu
- Programski savet studijskog programa Menadžment u sistemu zdravstvene zaštite, Medicinski fakultet i Fakultet organizacionih nauka Univerziteta u Beogradu
- Upravni odbor „Zadužbina Veselina Lučića” Univerziteta u Beogradu
- Komisija za odnose s javnošću Univerziteta u Beogradu

Na nivou Republike Srbije
- Komisija nacionalnog saveta za visokoškolsko obrazovanje (Ministarstva prosvete i sporta Republike Srbije) za akreditaciju i proveru kvaliteta visokoškolskih ustanova i jedinica u njihovom sastavu i vrednovanje studijskih programa
- Radna grupa „Studiraj u Srbiji“, Ministarstvo prosvete, nauke i tehnološkog razvoja Republike Srbije
- Savet za Naučnoistraživački rad Uprave za odnose s javnošću Ministarstva odbrane
- Zavod za unapređivanje obrazovanja i vaspitanja, Centar za stručno obrazovanje i obrazovanje zaposlenih, Sektor za programe i udžbenike
- Zavod za udžbenike i nastavna sredstva Beograd
- Nadzorni odbor Društva Srbije za odnose s javnošću

Na nivou Regiona
- Agencija za razvoj visokog obrazovanja i osiguranje kvaliteta Bosne i Hercegovine, za akreditaciju i proveru kvaliteta visokoškolskih ustanova u Bosni i Hercegovini i jedinica u njihovom sastavu i vrednovanje studijskih programa (Vijeće ministara BiH) – međunarodni ekspert
- Upravni odbor na Univerzitetu za poslovni inženjering i menadžment u Banjaluci, Republika Srpska, Bosna i Hercegovina

## Naučnoistraživačko i stručno stvaralaštvo

### Učešće na projektima međunarodnog značaja
- 2019 - , pozicija: Research coordinator, angažovana od strane Ministarstva za rad, zapošljavanje, boračka i socijalna pitanja
- 2019 -
- 2008. , pozicija: saradnik na projektu - član komisija za odbranu master radova
- 2007.
- 2006.  (deo projekta vezan za Unapređenje kapaciteta Sektora za informisanje Narodne skupštine Srbije), Misija OEBS-a u Srbiji; pozicija: saradnik na projektu – predavač
- 2004-2009. PRISMA - Programme for Ressetlement in Serbia and Montenegro Army; pozicija: saradnik na projektu prekvalifikacije vojnog kadra za civilna zanimanja - predavač, Ministarstvo odbrane Velike Britanije i Severne Irske, Ministarstvo odbrane Srbije

### Učešće na projektima nacionalnog i regionalnog značaja
- 2019—2020. Strategija korporativnih komunikacija NIS, GAZPROM NEFT pozicija: rukovodilac projekta
- 2019—2020. Primena integrisanog marketinga u poslovanju malog i srednjeg preduzetništva, Nosilac projekta: CRODMA - Hrvatska udruga za direktni i interaktivni marketing, pozicija: član ekspertskog tima
- 2019. Unapređenje marketing-logističkih procesa i institucionalnog identiteta Pravnog fakulteta Univerziteta u Beogradu (potprojekat “Razvoj modela promocije Pravnog fakulteta Univerziteta u Beogradu u srednjim školama Republike Srbije”, potprojekat “Razvoj modela odnosa s javnošću, poslovne komunikacije i CRM-a u funkciji unapređenja institucionalnog imidža i reputacije Pravnog fakulteta Univerziteta u Beogradu”, 02 br.556/2, 6.3.2019.2019). Naručilac: Pravni fakultet Univerziteta u Beogradu, pozicija: rukovodilac projekta
- 2018. Edukacija (trening): Strateške komunikcije – odnosi s javnošću i medijske komunikacije, Direktori centara za socijalni rad, direktori domova starih, direktori centara za decu i omladinu, Naručilac: Minastarstvo rada i socijalnog staranja, Vlada Crne Gore, pozicija: član ekspertskog tima
- 2017. Edukacija (trening): Upravljanje komunikacijama - Strateško i krizno komuniciranje, Ured Vlade Federacije Bosne i Hercegovine za odnose s javnošću, Biro za odnose s javnošću Vlade Republike Srpske, Služba za informisanje Vijeća ministara Bosne i Hercegovine, Služba za informisanje Vlade Brčko distrikt, Kancelarija za reformu javne uprave, Sarajevo, Bosna i Hercegovina, Naručilac: Kronauer-consulting, pozicija: saradnik na projektu – ekspert konsultant
- 2017 - 2020. Strateško brendiranje destinacija - lokalne samouprave Srbije, Investitor: Kraljevina Švedska (posredstvom Švedske agencije za međunarodni razvoj i saradnju - Sida), Realizuje Stalna konferencija gradova i opština - Savez gradova i opština Srbije (SKGO) u partnerstvu sa Švedskom asocijacijom lokalnim vlasti i regiona (SALAR, Sweden), pozicija: član ekspertskog tima
- 2014. Edukacija (trening) načelnika opštine Banjaluka (Poslovna komunkacija i odnosi s javnošću), pozicija: saradnik na projektu - predavač, UNDP, Banja Luka, Republika Srpska, Bosna i Hercegovina
- 2013 -  Program podrške lokalnim samoupravama u procesu evopskih integracija, pozicija: ekspert-saradnik, predavač i autor dva priručnika za edukaciju, Stalna konferencija gradova i opština - Savez gradova i opština Srbije.
- 2013 - 2015. Izbor najboljih oglasnih poruka domaćih kompanija, Časopis „TAVOO“, pozicija: član žirija za Beograd
- 2009. Edukacija (trening) rukovodilaca odnosa s javnošću u ministarstvima Vlade Republike Srpske (Odnosi s javnošću, odnosi s medijima, veštine poslovne komunikacije), pozicija: saradnik na projektu - predavač, Vlada Republike Srpske, Bosna i Hercegovina
- 2007-2008. Definisanje osnova za podizanje nivoa kvaliteta Fakulteta organizacionih nauka, pozicija: rukovodilac Podsistema prodaje, Fakultet organizacionih nauka, Beograd
- 2007. Edukacija (trening) rukovodilaca sektora Ministarstva poljoprivrede, šumarstva i vodoprivrede Republike Srpske (Odnosi s javnošću i odnosi s medijima), pozicija: rukovodilac projekta i predavač, Ministarstvo poljoprivrede, šumarstva i vodoprivrede, Republika Srpska, Bosna i Hercegovina
- 2006 - 2007. Strateška komunikacija u zdravstvu, pozicija: saradnik na projektu - predavač, Grad Beograd - Sekretarijat za zdravstvo, Beograd
- 2006. Decentralizacija u obrazovanju (projektna komponenta uvođenja prosvetnih kartona u obrazovne ustanove); pozicija: stručni konsultant, Ministarstvo prosvete i sporta Republike Srbije, Sektor za razvoj obrazovanja i međunarodnu prosvetnu saradnju
- 2006. Program odnosa s javnošću i strateške komunikacije Srpske akademije nauka i umetnosti; pozicija: izvršni rukovodilac projekta, Srpska akademija nauka i umetnosti, Beograd
- 2005. EDU FAIR 2005 - Sajamski nastup Fakulteta organizacionih nauka; pozicija: rukovodilac projekta, Fakultet organizacionih nauka, Beograd
- 2005. Sajam obrazovanja Novi Sad 2005 - Sajamski nastup Fakulteta organizacionih nauka; pozicija: rukovodilac projekta, Fakultet organizacionih nauka, Beograd
- 2005. Program odnosa s javnošću i strateške komunikacije Univerziteta u Beogradu; pozicija: izvršni rukovodilac projekta, Univerzitet u Beogradu
- 2005. ’’Strategija krizne komunikacije ministarstva odbrane SCG’’, Ministarstvo odbrane Srbije i Crne Gore, pozicija: predavač
- 2004—2009. Program odnosa s javnošću i strateške komunikacije Fakulteta organizacionih nauka, pozicija: izvršni rukovodilac projekta, Fakultet organizacionih nauka, Beograd
- 2004. EDU FAIR 2004 - Sajamski nastup Fakulteta organizacionih nauka; pozicija: rukovodilac projekta, Fakultet organizacionih nauka, Beograd
- 2004. Edukacija (trening) dekana učiteljskih fakulteta u Srbiji (Osnove upravljanja i odnosa s javnošću u visokoobrazovnim institucijama); pozicija: izvršni rukovodilac i predavač, Učiteljski fakultet u Beogradu u saradnji sa Univerzitetom iz Finske
- 2004. Edukacija (trening) u okviru projekta Razvoj interne komunikacije u zdravstvenom sektoru (Institut za javno zdravlje „Batut“, Zdravlje Aktavis, Klinika Ristić), pozicija: predavač
- 2003-2004. Istraživanje i unapređenje menadžmenta i organizacije preduzeća u uslovima tranzicije - strateški naučno-istraživački projekat (šifra projekta 1910); pozicija: saradnik na projektu, Ministarstvo za nauku, tehnologije i istraživanja (Resor za osnovna istraživanja), Beograd
- 2002-2003. Istraživanje i unapređenje menadžmenta i organizacije preduzeća u uslovima tranzicije - strateški naučno-istraživački projekat (šifra projekta 1910); pozicija: saradnik na projektu, Ministarstvo za nauku, tehnologije i istraživanja (Resor za osnovna istraživanja), Beograd
- 2002-2003. Program odnosa s javnošću i strateške komunikacije Fakulteta organizacionih nauka; pozicija: izvršni rukovodilac projekta, Fakultet organizacionih nauka, Beograd
- 2002. Model organizacione strukture i funkcionisanja (reorganizacija) TRAYAL korporacije; tema: Analiza tržišta; pozicija: saradnik na projektu, “TRAYAL”, Kruševac
- 2002. PR i marketing kampanja izgradnje sportsko-rekreativnog centra Pirot; tema: Program odnosa s javnošću; pozicija: saradnik na projektu, Skupština opštine Pirot
- 2002. Definisanje strategije razvoja (koncepta) i repozicioniranje proizvodnog programa na tržištu Vazduhoplovnog zavoda “ORAO” Bijeljina"; tema: Marketing i odnosi s javnošću; pozicija: saradnik na projektu, Vazduhoplovni zavod “ORAO”, Bijeljina
- 2002. Biznis plan Fakulteta organizacionih nauka; pozicija: saradnik na projektu, Fakultet organizacionih nauka, Beograd
- 2001 .Izrada biznis plana; tema: Marketing plan; pozicija: saradnik na projektu, Institut za zaštitu bilja i životnu sredinu, Beograd
- 2001. Edukacija (trening) zaposlenih i primena savremenih metoda komunikacije; tema: Tehnike poslovne komunikacije; pozicija: saradnik na projektu - predavač, “Delta banka”, Beograd
- 2001. Izrada biznis plana prema metodologiji evropske agencije za podsticaj razvoja malih i srednjih preduzeća u Jugoistočnoj Evropi; tema: Marketing plan; pozicija: saradnik na projektu, “Zidar”, Negotin
- 1998. Edukacija (trening) zaposlenih u oblastima: marketinga, prodaje, odnosa s javnošću i poslovne komunikacije; tema: Tehnike poslovne komunikacije; pozicija: saradnik na projektu - predavač, “Niteks”, Niš
- 1998. Edukacija zaposlenih u oblasti Odnosa s javnošću i krize komunikacije; tema: Tehnike poslovne komunikacije; pozicija: saradnik na projektu - predavač, “Izolacija” - Holding AD, Beograd
- 1997 - 1998. Projektovanje, uvođenje i atestiranje sistema kvaliteta prema zahtevima standarda YUS ISO 9004-2 na Fakultetu organizacionih nauka, pozicija: saradnik na projektu, Fakultet organizacionih nauka, Beograd
- 1996. Organizovanje sektora za marketing - II faza; tema: Odnosi s javnošću; pozicija: saradnik na projektu, Rafinerija nafte, Novi Sad

## Knjige, monografije, udžbenici i poglavlja
- Kostić-Stanković M, Filipović V, Vlastelica T, (2020), Odnosi s javnošću (peto dopunjeno izdanje), Fakultet organizacionih nauka, Beograd
- Kostić-Stanković M, (2018) „Svedočanstva o jednom vremenu - o svetu marketinga nekada i sada“ - poglavlje, stručna monografija, Taboo, Pančevo
- Kostić-Stanković M, Štavljanin V, Filipović V. (2017), Marketing menadžment, Fakultet organizacionih nauka, Beograd
- Kostić-Stanković M, (2014), Odnosi s javnošću i strani investitori, Stalna konferencija gradova i opština - Savez gradova i opština Srbije, Beograd,  978-86-88459-27-3.
- Kostić-Stanković M, (2013), Marketing i ruralni razvoj/Marketing i turizam, Stalna konferencija gradova i opština - Savez gradova i opština Srbije, Beograd,  978-86-88459-27-3.
- Kostić-Stanković M, (2013), Marketinško komuniciranje u uppavljanju odnosima sa kupcima, Zadužbina Andrejević, Beograd, ISSN 1821-2484.
- Filipović V, Kostić-Stanković M, (2013), Marketing menadžment (deseto dopunjeno izdanje), FON - Institut za menadžment, Beograd,  978-86-910807-0-9
- Filipović V, Kostić-Stanković M, (2012), Odnosi s javnošću, FON Menadžment, Beograd,  978-86-7680-243-2.
- Kostić-Stanković M, (2011), Integrisane poslovne komunikacije, FON Menadžment, Beograd,  978-86-7680-237-1.
- Kostić-Stanković M, (2011), Upravljanje marketingom, Odnosi s javnošću i poslovna komunikacija (odrednice), Leksikon pojmova za pripremu prijemnog ispita za master studije, Redaktori: Petrović D, Ondrej J, Fakultet organizacionih nauka, Beograd,  978-86-7680-198-5.
- Marković A, Ilić B, Vasiljević D, Petrović D, Filipović J, Kostić-Stanković M, Suknović M, Jaško O, Barjaktarović-Rakočević S, Vlajić S (2010), Priručnik za pripremu za prijemni ispit na Fakultetu organizacionih nauka, Poglavlja: Upravljanje marketingom, Odnosi s javnošću i Poslovna komunikacija, Fakultet organizacionih nauka, Beograd,  978-867680-115-2, COBISS.SR-ID: 140389644.
- Kostić-Stanković M, (2009), Poslovna komunikacija - pregovaranje i komunikacija, Građevinski fakultet, Beograd,  978-86-7518-098-2.
- Leksikon menadžmenta, Redaktor Jovanović P, Kostić-Stanković M, (2008), Upravljanje marketingom (odrednice), FON, Beograd.
- Leksikon menadžmenta, Redaktor Jovanović P, Kostić-Stanković M, (2008), Odnosi s javnošću (odrednice), Fakultet organizacionih nauka, Beograd.
- Leksikon menadžmenta, Redaktor Jovanović P, Kostić-Stanković M, (2008), Poslovna komunikacija (odrednice), FON, Beograd.
- Kostić-Stanković M, (2007), Međunarodni marketing, Fakultet za poslovni inženjering i menadžment, Banja Luka, BiH,  978-99938-742-7-0.
- Filipović V, Kostić M, Prohaska S, (2001), Odnosi s javnošću - Poslovna komunikacija, Poslovni imidž, Profesionalno ponašanje, FON Menadžment, Beograd,  86-80239-70-4.
- Filipović V, Kostić M, Janičić R, Vidaković B, (1998), Praktikum iz predmeta Organizacija marketinga, FON Menadžment, Beograd.

## Članstvo u uređivačkom odboru naučnih časopisa
- 2019 - South Eastern European Journal of Communication, Član uređivačkog odbora
- 2017 - Management, Član uređivačkog odbora,
- 2017 - Industrija, Član uređivačkog odbora,
- 2017 - Srpska nauka danas, Član redakcijskog odbora[4]
- 2013-2017; Management, Urednik domaće redakcije časopisa,
- Aktivan recenzent u većem broju nacionalnih i međunarodnih časopisa

## Nagrade i priznanja
- 2019. Nagrada mentoru pobedničkog tima studenata[5]
- 2017. Povelja za izuzetan doprinos razvoju odnosa s javnošću, integrisane komunikacije i medija u Jugoistočnoj Evropi
- 2013. Priznanje za razvoj marketinške misli, profesionalna manifestacija Marketinški događaj
- 2012. Na 33. konkursu Zadužbine Andrejevićradjoj je izabran za objavljivanje u biblioteci Posebna izdanja, kao najbolji u toj disciplini
- 2011. Nagrada „Best Paper Award“, kao izlagač i jedan od autora i na međunarodnoj konferenciji BALCOR, u Solunu
- 2011. Povelja „Kapetan Miša Anastasijević“ za razvoj marketinga i poslovne komunikacije[6]
- 2005. Projekat ‘’Program odnosa s javnošću i poslovne komunikacije Fakulteta organizacionih nauka’’, na kome je radila kao izvršni rukovodilac, dobio je nagradu Udruženja jugoslovenskih profesionalaca za odnose s javnošću, u kategoriji projekata
- 2005. Sajamski nastup Fakulteta organizacionih nauka, čiji je bila rukovodilac, proglašen je za najbolji na Sajmu obrazovanja
- 2002. Knjiga „Odnosi s javnošću - poslovna komunikacija, poslovni imidž, profesionalno ponašanje”, čiji je koautor, dobila je nagradu Udruženja jugoslovenskih profesionalaca za odnose s javnošću, u kategoriji publikacija
- 1995. Nagrada „Najbolji rad u sekciji“, kao jedan od autora na konferenciji SIMFON, na Zlatiboru

## Spoljašnje veze
- Zvanični sajt Katedre za marketing menadžment i odnose s javnošću Архивирано на веб-сајту  (11. јун 2021)
- „Milica Kostić Stanković: Komunikacije kao život”. iSerbia. Приступљено 12. 2. 2021.
- „Milica Kostić – Stanković: “U radu sa studentima najviše volim one posebne trenutke koji se pamte zauvek””. Časopis Interfon. Архивирано из оригинала 25. 01. 2021. г. Приступљено 12. 2. 2021.